# Église de Saint-Jérôme (Matane)
Pour les articles homonymes, voir Église Saint-Jérôme.
L'église de Saint-Jérôme est une église catholique située à Matane dans le Bas-Saint-Laurent au Québec. Elle est construite en 1887, agrandie vers 1905 et reconstruite après un incendie en 1933 et 1934.